# Datorspelsåret 2018
Datorspelsåret 2018 visas här med spel utgivna per månad.

## Utgivningar
| Månad             | Dag | Titel                                                  | Plattform(ar)                      | Källa |
| J A N U A R I     | 25  | Celeste                                                | PC, PS4, Nintendo Switch, Xbox One |       |
| J A N U A R I     | 26  | Monster Hunter: World                                  | PS4, Xbox One                      |       |
| F E B R U A R I   | 16  | Fe                                                     | PC, PS4, Nintendo Switch, Xbox One |       |
| M A R S           | 16  | Kirby Star Allies                                      | Nintendo Switch                    |       |
| M A R S           | 20  | Sea of Thieves                                         | PC, Xbox One                       |       |
| M A R S           | 23  | A Way Out                                              | PC, PS4, Xbox One                  |       |
| M A R S           | 23  | Ni no Kuni II: Revenant Kingdom                        | PC, PS4                            |       |
| M A R S           | 27  | Far Cry 5                                              | PC, PS4, Xbox One                  | [ 1 ] |
| A P R I L         | 20  | God Of War                                             | PS4                                |       |
| M A J             | 25  | Detroit: Become Human                                  | PS4                                |       |
| J U N I           | 22  | Mario Tennis Aces                                      | Nintendo Switch                    |       |
| J U N I           | 29  | The Crew 2                                             | PC, PS4, Xbox One                  |       |
| J U L I           | 31  | South Park: The Fractured But Whole – Bring the Crunch | PC, PS4, Nintendo Switch, Xbox One |       |
| A U G U S T I     | 7   | Overcooked 2                                           | PC, PS4, Nintendo Switch, Xbox One |       |
| S E P T E M B E R | 7   | Marvel's Spider-Man                                    | PS4                                |       |
| S E P T E M B E R | 14  | Shadow of the Tomb Raider                              | PC, PS4, Xbox One                  |       |
| O K T O B E R     | 5   | Assassin's Creed Odyssey                               | PC, PS4, Nintendo Switch, Xbox One |       |
| O K T O B E R     | 12  | Call of Duty: Black Ops 4                              | PC, PS4, Xbox One                  |       |
| O K T O B E R     | 26  | Red Dead Redemption 2                                  | PS4, Xbox One                      | [ 2 ] |
| N O V E M B E R   | 20  | Battlefield V                                          | PC, PS4, Xbox One                  |       |
| D E C E M B E R   | 4   | Just Cause 4                                           | PC, PS4, Xbox One                  | [ 3 ] |
| D E C E M B E R   | 7   | Super Smash Bros. Ultimate                             | Nintendo Switch                    |       |